# Heat Waves
A Heat Waves az angol Glass Animals indie rock együttes kislemeze a harmadik stúdióalbumukról, a Dreamlandről. A kislemez 2020. június 29-én jelent meg egy videóklippel együtt.
A kislemez az együttes eddigi legsikeresebbje. Ötödik lett a brit kislemezlistán és több másik európai országban is elérte az első öt hely egyikét, illetve listavezető volt Ausztráliában, az Egyesült Államokban és Svájcban. Az Egyesült Államokban 59. hetében lett első 2022 márciusában, amely rekordhosszú időnek számít. 2021 szeptemberére több, mint egy milliárd streamje volt Spotifyon. Jelölték a Legjobb brit kislemez díjra a 2022-es Brit Awards-gálán. A Billboard Hot 100 történetében a leghosszabb ideig szereplő dal, 91. hetet töltött a száz számból álló slágerlista egyik helyén. 2022 legnagyobb slágere volt a listán.

## Kompozíció
Dave Bayley, az együttes frontembere azt mondta, hogy a Heat Waves „veszteségről és vágyakozásról szól, mire elismered, hogy nem tudsz megmenteni valamit.” Hozzátette, hogy „ez a dal emlékekről szól, nagyon nosztalgikus és emberek ezt gyakran télen érzik. Talán ezért volt ilyen sokáig sikeres ez a dal – mindenki be van zárva a saját gondolataival együtt.”
A Heat Waves pozitívan kezdődik, amely kétségbeeséssé változik, mielőtt újra boldog lenne, egy optimista fináléval, mint egy igazi hullám. Bayley a dalszöveget mindössze egy óra alatt írta meg, amelyet egy júniusban elhunyt barátja inspirált.
Az együttes rendezett egy versenyt, amelyben a rajongóik és producerek remixelhették a dalt. A díjat Shakur Ahmad brit producer nyerte el, a Glass Animals ki is adta a változatát kislemezként, Diplo amerikai DJ remixével együtt. Egy később megjelent remixen közreműködött Iann Dior.

## Videóklip
A dal videóklipjét Colin Read rendezte és 2020. június 29-én jelent meg. Benne az együttes frontembere, Dave Bayley látható East London utcáin, ahogy szomszédai készítenek róla videókat a Covid19-pandémia idején, mielőtt megérkezne egy épületbe és kihelyezné az általa hordozott televíziókat, amelyeken az együttes tagjai láthatók. Bayley azt mondta a videóról, hogy „egy szerelmes levél az élő zenének és az azt körülvevő együttlétnek.” 2022 márciusára a videó több, mint 200 millió megtekintéssel rendelkezik.
2020 júliusában egy dalszövegvideót is kiadtak, ami egy vaporwave képvilág köré van építve. A videót Notnarcs designer készítette, és 2022 márciusára több, mint 85 millió megtekintéssel rendelkezik.

## Számlista
| 1. | Heat Waves | 3:58 |

| 1. | Heat Waves (Diplo remix) | 2:21 |

| 1. | Heat Waves (Riton remix) | 2:40 |

| 1. | Heat Waves (Iann Diorral) | 2:55 |
| 2. | Heat Waves                | 3:58 |

| 1. | Heat Waves (Sonny Fodera remix) | 3:11 |

| 1. | Heat Waves (Oliver Heldens remix) | 4:03 |

| 1. | Heat Waves                        | 3:58 |
| 2. | Heat Waves (Oliver Heldens remix) | 4:03 |
| 3. | Heat Waves (Riton remix)          | 2:40 |
| 4. | Heat Waves (Sonny Fodera remix)   | 3:11 |

## Közreműködő előadók
Glass Animals
- Dave Bayley – ének, gitár, billentyűk, dobok, vonós hangszerek, ütőhangszerek, producer, hangmérnök
- Edmund Irwin-Singer – gitár, programozás
- Drew MacFarlane – gitár, vonós hangszerek, programozás
- Joe Seaward – dobok

Utómunka
- Riley McIntyre – felvételi hangmérnök
- Chris Galland – keverés
- Manny Marroquin – keverés
- Chris Gehringer – masterelés

## Slágerlisták
| Slágerlista (2020–2022)                            | Legmagasabb pozíció |
| -------------------------------------------------- | ------------------- |
| Ausztrál kislemezlista (ARIA)                      | 1                   |
| Belga kislemezlista (Ultratop 50 Flanders)         | 4                   |
| Belga kislemezlista (Ultratop 50 Wallonia)         | 7                   |
| Brit kislemezlista (OCC)                           | 5                   |
| Cseh rádiólista (Rádio – Top 100)                  | 29                  |
| Cseh kislemezlista (Singles Digitál Top 100)       | 1                   |
| Dán kislemezlista (Tracklisten)                    | 9                   |
| Dél-afrikai kislemezlista (RISA)                   | 11                  |
| Finn kislemezlista (Suomen virallinen lista)       | 7                   |
| Francia kislemezlista (SNEP)                       | 14                  |
| Fülöp-szigeteki kislemezlista (Billboard)          | 24                  |
| Global 200 (Billboard)                             | 1                   |
| Görög kislemezlista (IFPI)                         | 12                  |
| Holland kislemezlista (Dutch Top 40)               | 2                   |
| Holland kislemezlista (Single Top 100)             | 6                   |
| Horvát dalok (Billboard)                           | 12                  |
| Indiai kislemezlista (IMI)                         | 1                   |
| Indonéz kislemezlista (Billboard)                  | 6                   |
| Ír kislemezlista (IRMA)                            | 5                   |
| Kanadai kislemezlista (Canadian Hot 100)           | 3                   |
| Kanadai AC-lista (Billboard)                       | 49                  |
| Kanadai CHR/Top 40-lista (Billboard)               | 22                  |
| Kanadai Hot AC-list (Billboard)                    | 38                  |
| Kanadai rocklista (Billboard)                      | 35                  |
| Lengyel kislemezlista (Polish Airplay Top 100)     | 17                  |
| Litván kislemezlista (AGATA)                       | 2                   |
| Magyar kislemezlista (MAHASZ)                      | 10                  |
| Magyar streaminglista (MAHASZ)                     | 2                   |
| Maláj kislemezlista (RIM)                          | 4                   |
| Német kislemezlista (Official German Charts)       | 2                   |
| Norvég kislemezlista (VG-lista)                    | 2                   |
| Olasz kislemezlista (FIMI)                         | 40                  |
| Osztrák kislemezlista (Ö3 Austria Top 40)          | 2                   |
| Portugál kislemezlista (AFP)                       | 4                   |
| Román kislemezlista (Airplay 100)                  | 63                  |
| Skót kislemezlista (OCC)                           | 73                  |
| Spanyol kislemezlista (PROMUSICAE)                 | 49                  |
| Svájci kislemezlista (Schweizer Hitparade)         | 1                   |
| Svéd kislemezlista (Sverigetopplistan)             | 6                   |
| Szingapúri kislemezlista (RIAS)                    | 2                   |
| Szlovák rádiólista (Rádio Top 100)                 | 2                   |
| Szlovák kislemezlista (Singles Digitál Top 100)    | 1                   |
| US Billboard Hot 100                               | 1                   |
| US Adult Contemporary (Billboard)                  | 12                  |
| US Adult Top 40 (Billboard)                        | 1                   |
| US Hot Rock & Alternative Songs (Billboard)        | 1                   |
| US Mainstream Top 40 (Billboard)                   | 1                   |
| US Rock Airplay (Billboard)                        | 5                   |
| Új-zélandi kislemezlista (Recorded Music NZ)       | 3                   |
| Vietnámi kislemezlista (Billboard Vietnam Hot 100) | 23                  |

| Év   | Slágerlista                                  | Pozíció |
| ---- | -------------------------------------------- | ------- |
| 2020 | US Hot Rock & Alternative Songs (Billboard)  | 49      |
| 2021 | Ausztrál kislemezlista (ARIA)                | 1       |
| 2021 | Belga kislemezlista (Ultratop 50 Flanders)   | 31      |
| 2021 | Brit kislemezlista (OCC)                     | 8       |
| 2021 | Dán kislemezlista (Tracklisten)              | 36      |
| 2021 | Global 200 (Billboard)                       | 17      |
| 2021 | Holland kislemezlista (Dutch Top 40)         | 29      |
| 2021 | Holland kislemezlista (Single Top 100)       | 24      |
| 2021 | Ír kislemezlista (IRMA)                      | 6       |
| 2021 | Kanadai kislemezlista (Canadian Hot 100)     | 13      |
| 2021 | Magyar streaminglista (MAHASZ)               | 24      |
| 2021 | Német kislemezlista (Official German Charts) | 19      |
| 2021 | Osztrák kislemezlista (Ö3 Austria Top 40)    | 12      |
| 2021 | Svájci kislemezlista (Schweizer Hitparade)   | 9       |
| 2021 | Svéd kislemezlista (Sverigetopplistan)       | 32      |
| 2021 | US Billboard Hot 100                         | 16      |
| 2021 | US Hot Rock & Alternative Songs (Billboard)  | 2       |
| 2021 | US Mainstream Top 40 (Billboard)             | 46      |
| 2021 | US Rock Airplay (Billboard)                  | 19      |
| 2021 | Új-zélandi kislemezlista (Recorded Music NZ) | 1       |
| 2022 | US Billboard Hot 100                         | 1       |

## Minősítések
| Régió                      | Minősítés       | Példányszám |
| -------------------------- | --------------- | ----------- |
| Ausztrália (ARIA)          | 8× Platinalemez | 560 000     |
| Ausztria (IFPI Austria)    | Platinalemez    | 30 000      |
| Dánia (IFPI Danmark)       | Platinalemez    | 90 000      |
| Egyesült Államok (RIAA)    | 3× Platinalemez | 3 000 000   |
| Egyesült Királyság (BPI)   | 2× Platinalemez | 1 200 000   |
| Kanada (Music Canada)      | 6× Platinalemez | 480 000     |
| Lengyelország (ZPAV)       | Platinalemez    | 50 000      |
| Németország (BVMI)         | 3× Aranylemez   | 600 000     |
| Olaszország (FIMI)         | Platinalemez    | 70 000      |
| Portugália (AFP)           | 2× Platinalemez | 20 000      |
| Spanyolország (PROMUSICAE) | Platinalemez    | 60 000      |
| Új-Zéland (RMNZ)           | 4× Platinalemez | 120 000     |
| Streaming                  |                 |             |
| Görögország (IFPI Greece)  | Aranylemez      | 1 000 000   |
| Svédország (GLF)           | Aranylemez      | 4 000 000   |

## Kiadások
| Régió            | Dátum            | Formátum            | Kiadó    | For.    |
| ---------------- | ---------------- | ------------------- | -------- | ------- |
| Egyesült Államok | 2021. február 9. | Kortárs slágerrádió | Republic | [ 103 ] |